# 일광 단층
일광 단층(日光 斷層, Ilgwang Fault)은 대한민국 경상 분지 남동부 울산광역시 울주군 온양읍에서 기장군 일광읍과 장안읍을 지나 부산광역시 해운대구 송정동과 부산 앞바다으로 이어지는 북북동-남남서 주향의 주향 이동 단층이다. 양산 단층대 일부인 일광 단층은 동래-월내도폭(1978)에서 처음 보고되었으며 선상구조를 기준으로 할 때 단층의 연장은 최소 45 km이다. 이 단층은 고리원자력발전소에 가장 가까운 단층이다. ESR 연대측정법에 의한 ESR 연대 중 최저값은 고리원자력발전소에서 서쪽으로 5 km 떨어진 부산광역시 기장군 장안읍 좌동리에서 나온 540±60 ka이다.

## 개요
일광 단층은 울산광역시 온양읍에서 시작해 단층의 이름이 유래된 부산광역시 기장군 일광읍을 지나 해운대구 송정동 송정해수욕장에서 바다로 들어간다. 일광 단층의 선형은 국도 제14호선 및 동해고속도로 부산-울산 구간과 거의 일치한다. 김지수 외(2003)는 지구물리탐사를 통하여 일광 단층대의 폭이 150~180 m이며 트렌치 조사에 근거하여 단층핵이 단층비지, 단층각력 그리고 단층파쇄암으로 구성된다고 보고하였다. 하상민 등(2016)은 일광 단층에 대한 트렌치 조사 결과를 바탕으로 일광 단층은 백악기 암석과 고신생기초 암맥들을 약 1.2 km의 우수향 수평변위로 절단하였으며 신생대에 좌수향 및 우수향의 주향 이동운동을 겪은 것으로 보고했다. 일광 단층의 주 단층대는 국도 제14호선과 거의 평행하게 달리며 울산과 부산의 도시화로 인해 노두로서 인지하기는 어렵다. 하지만 이 일대에는 일광 단층의 운동에 의해 수반된 다양한 규모의 부차(subsidiary) 단층들이 확인된다. ESR 연대측정 결과 일광 단층과 그 주변 단층들의 최후기 운동 시기는 약 2~3백만 년 전 이후이며 그 이후에도 약 50~60만년의 주기로 수 회의 단층 활동이 발생했다. 진광민 등(2018)은 동해고속도로 부산-울산 간 도로공사 현장에서 드러난 단층의 노두를 확인하고, 단층과 절리의 운동학적인 분석에 근거해 6회의 구조 운동이 있었던 것으로 분석했다. 또한 일광 단층의 변형대(deformation zone)가 화산암에서 200 m, 퇴적암에서 1 km에 달하며 이는 변형이 화산암에 집중되었고 퇴적암에서는 조금 더 분산된 것을 지시한다.

## 일광 단층의 자취

### 울산광역시
기존의 방어진 및 울산 지질도폭(1968)에서는 단층의 존재가 보고되지 않았으나 조사 결과 울주군 서생면 화정리 일대에서 단층의 노두가 집중적으로 보고되었다. 이 지역은 일광 단층의 북동부 말단으로 보인다. 태화강 이북 지역에서는 보고된 바 없다.

#### 운화리 지점
울산광역시 울주군 온양읍 운화리(N 35°23'54.4", E 129°14'53.2")에서 발견된 운화 단층은 북동 20°의 주향과, 남동 70°의 경사를 가지며 이 단층을 경계로 서측의 안산암질암과 동측의 지4기 퇴적층이 접촉한다. 운화 단층의 동쪽으로 약 100 m 떨어진 지점에는 북동-남서 방향의 선상구조 및 지형 변위가 관찰되며, 이를 중심으로 서측 지괴가 동측 지괴에 비해 수직으로 약 3 m 상승하였다. 따라서 운화 단층은 제4기에 국지적으로 정단층 운동을 겪은 것으로 판단된다.

#### 발리 지점
울산광역시 울주군 서생면 발리(N 35°23'29.69", E 129°17'45.96")에서 발견된 주향 북동 45°, 경사 남동 68°의 단층은 이암을 절단하며 주변의 지층들은 수직에 가깝게 기울어 있다.

#### 화정리 지점
울산광역시 울주군 서생면 화정리 계곡(N 35°23'15.37", E 129°18'42.58")에서 발견된 주향 북동 27°, 경사 남동 65°의 단층은 안산암질 응회암을 절단하며 1.5cm 두께의 단층핵은 단층비지 내지 단층각력으로 구성된다. 같은 지역에서 발견된 또 다른 단층은 주향 북동 41°, 경사 남동 61°의 자세로 안산암질 응회암을 절단하고 있다. 인근(N 35°23'18.41", E 129°18'47.53")에서 확인된 단층은 주향 북동 38°, 경사 북서 68°의 자세로 안산암질 응회암을 절단한다.
울산광역시 울주군 서생면 화정리 술마마을 인근(N 35°23'14.9", E 129°18'42.8", 화정 1지점)에는 이희권과 양주석(2005)에 의해 최초로 발견된 주향 북동 51°, 경사 북서 60°의 단층이 있다. 단층대의 폭은 약 180 m로 폭 1 m의 단층비지와 폭 3~50 cm의 단층각력암, 폭 80 cm의 단층파쇄암으로 구성되며 이 단층을 경계로 안산암과 유문암이 각각 동측과 서측에 분포한다. ESR 연대측정법에 의한 ESR 연대는 단층대 동측 경계에서 630±70 ka 및 960±110 ka, 서측 경계에서 1160±200 ka, 내부에서 3000 ka 이상이다.
울산광역시 울주군 서생면 화정리 술마마을 인근(N 35°23'14.34", E 129°18'42.42")에서 발견된 북동 주향의 단층은 안산암질 응회암을 절단하며 단층비지에서 발견된 단층조선은 좌수향 횡압축성 운동감각을 지시한다. 제4기 지층을 변형시킨 흔적은 확인되지 않았다.
울산광역시 울주군 서생면 화정리(N 35°22'47.44", E 129°19'02.74")에서 발견된 주향 북동 35°, 경사 65°의 단층은 안산암질 응회암을 절단하며 1.2m 폭의 단층핵은 직경 10cm 내외의 단층각력과 두께 2cm의 단층비지로 구성된다. 바로 옆의 노두(N 35°22'48.47", E 129°19'03.24")에는 주향 북동 21°, 경사 남동 86°의 자세로 안산암질 응회암을 절단하는 단층이 확인된다.
울산광역시 울주군 서생면 화정리(N 35°22'43.9", E 129°19'17.0", 화정 2지점)에는 안산암질 응회암 내에 주향 북동 29°, 경사 북서 89°의 단층이 발달한다. 단층비지대에서 채취한 시료의 ESR 연대는 모두 3백만년 이상이다.

#### 대송리 지점
울산광역시 서생면 대송리를 지나는 국도 제31호선 도로변의 풍화된 도로 절개면(N 35°21'55.4", E 129°21'11.5")에는 약 73 m 폭을 갖는 단층대에 18개 이상의 단층이 발달한다. 딘층의 주향은 북북동 및 남-북 방향이 우세하며 경사는 70~89°의 고각이다. 운동 감각은 대체로 우수향 주향이동을 보인다. ESR 연대는 포화된 것으로 추정된다.

#### 용리 지점
울산광역시 서생면 용리의 산사면 절개지(N 35°21'12.3", E 129°18'18.5")에는 폭 40 m의 단층대에 11개 이상의 단층이 발달한다. 단층의 주향은 북북동, 북북서 방향이 우세하며 경사는 75~88°의 고각이다. ESR 연대는 포화된 것으로 추정된다.

### 부산광역시
부산광역시 지역에서 일광 단층은 그 이름이 유래된 기장군 일광읍 지역을 북북동-남남서 방향으로 지나간다. 동래 지질도폭(1978)에 의하면 일광 단층은 북북동의 주향을 가지며 지형적으로 단층곡(斷層谷, Fault valley)이 발달하고 있다.
장호 등(2004)은 일광 단층의 제4기 활동 여부를 판단하기 위해 기장군 일광읍 삼성리 일광역 일대의 지형을 조사하였다. 종단면 분석 결과 일광 단층선을 경계로 기반침식면은 해안 쪽에 분포하는데도 불구하고 내륙 쪽의 45 m 해성단구면의 변형면보다 표고가 10 m 이상 높다. 그러나 동일한 단층선이 지나고 있는 20 m 해성단구면은 변위를 나타내지 않는다. 일광역 서쪽 지대의 20 m 해성단구면의 말단부에 선상구조가 나타나 이곳을 트렌치 조사하였으나 단층은 발견되지 않아 이 지대는 10m 해성단구면의 옛 해안선으로 추정된다. 이 일대의 단층애처럼 관찰되는 지형은 단층에 의한 것이 아닌 일종의 단구애(段丘崖)인 것으로 보이며 22~32만년 이후에는 단층 활동이 없었던 것으로 결론 내렸다.
동해고속도로 해운대-울산 구간은 일광 단층과 평행하거나 사교한다. 송정터널 지역에서는 단층대 주변에서 퇴적암의 층리가 심하게 변형된 것이 관찰되고 습곡, 역단층 및 주향 이동 단층 등이 발달한다. 남창천교 지역에서는 연속적인 층리의 변화와 심한 파쇄와 풍화를 보여주는 단층대가 발달한다.
김태형 등(2018)은 부산광역시 기장군 기장읍 일광 단층 주변에 위치한 봉대산과 대변항 일원에서 화강암 내에 발달한 지질 구조들의 상호 절단 관계를 통해 고응력 변화를 추론하였다. 기장읍 신천리와 대변리의 봉대산(229.4 m) 일대에는 일광 단층의 가지(brunch) 단층으로 해석되는 북북동-남남서 내지 북동-남서 방향을 갖는 4조의 선상구조(lineament)가 확인되었다. 해안에서 북서 10°의 주향과 북동 85°의 경사를 가지는 단층이 발견되었고 북북동 주향의 선상구조와 단층면의 주향이 사교하는 것은  단층의 지엽적인 굴곡 현상에 의한 것이거나 이 선상구조에 대한 2차적인 단층일 가능성이 있는 것으로 보인다. 대변항 동쪽 해안가의 화강암 내에는 소규모 단층이 발달하며 이중에는 역전재활을 지시하는 우수향과 좌수향 운동 감각을 모두 보이는 단층도 존재한다.

#### 명례리 지점
부산광역시 기장군 장안읍 명례리(N 35°22'27.4", E 129°15'45.1", 도야 단층) 일대에는 남-북 방향의 침식곡이 발달하며 부분적으로 단층애 지형이 관찰된다. 단층애는 남-북 방향으로 연장되며 단층애 동쪽이 약 2.3m 정도 융기하였다. 동쪽에 나타나는 단층은 북동 14°의 주향과 남동 62°의 경사를 가지며 ESR 연대측정값은 1180±16 ka이다. 서쪽에 나타나는 단층은 북동 18°의 주향과 남동 75°의 경사를 가지며 ESR 연대측정값은 1260±110 ka 및 3000 ka 이상이다.

#### 병산리 지점
부산광역시 기장군 정관읍 병산리 병산마을(N 35°21'03.72", E 129°11'34.06")에서는 주향 북동 3°, 경사 남동 25°의 단층이 안산암질 응회암을 절단한다.

#### 반룡리 지점
부산광역시 기장군 장안읍 반룡리 반룡마을(N 35°20'28.07", E 129°15'35.10")에서는 남-북 방향의 단층이 약 50 m 이상 연장되어 절개사면에 드러나 있으며 단층대 주변의 단층조선들은 우수향 주향이동 운동을 지시한다.

#### 좌동리 지점
부산광역시 기장군 장안읍 좌동리(N 35°19′41.2", E 129°14'42.7") 지점의 단층은 김지수 등(2003)이 국도 제14호선 도로변에서 실시한 트렌치 조사에서 그 특성이 밝혀졌다. 트렌치 구간에는 150~180m 범위에 약 25조의 북북동 주향에 고각 경사가 우세한 단층면과 단층비지띠가 발달하며 단층핵은 주향 북동 24°, 경사 남동 72°로 나타난다. 운동 감각은 우수향 주향이동, 변위는 1.2km이며 단층비지의 ESR 연령은 540±60 ka로 측정되었다.

#### 월내리 지점
부산광역시 기장군 장안읍 월내리 장안산업단지 내에서 발견된 노두(N 35°19'29.8", E 129°15'48.20")에서는 데사이트질 응회암을 관입한 암맥들과 단층이 확인되었다. 데사이트질 응회암과 규장질 암맥은 주향 북동 16°, 경사 북서 35° 자세를 가진 단층에 의해 절단되며, 이는 중성질 암맥에 의해 관입당했고, 주향 북동 11°, 경사 북서 46°의 단층이 이 모든 구조들을 우수향으로 절단하고 있다. 이 노두에서 확인되는 단층들은 1cm 이내의 단층비지를 가지며 단층각력암은 확인되지 않는다.

#### 좌천리 지점
부산광역시 기장군 장안읍 좌천리 프리미엄아울렛 주차장(N 35°19'26.98", E 129°13'47.76")에서 발견된 단층은 주향 북서 4°, 경사 북동 82°로 경상 누층군 이천리층을 절단하며 두께 20cm의 단층핵은 3cm 정도의 변질된 단층점토대와 단층각력으로 구성된다. 
부산광역시 기장군 장안읍 좌천리(N 35°19'15.9", E 129°14'0.9")에서 발견된 좌천 단층은 장안고등학교 약 400 m 북서쪽, 동해고속도로와 국지도 제60호선 정관로가 교차하는 지점에 드러나 있다. 이 단층은 북동 15°의 주향과 북서 38°의 경사를 보이며 단층 주변의 모암에 발달한 수직의 단층대가 역단층 경사이동으로 절단되어 있다. 단층의 겉보기 변위는 0.5m이며 제4기 퇴적층이 변형되어 있다.

#### 삼성리 지점
부산광역시 기장군 일광읍 삼성리, 부산기장경찰서 북쪽 사면에서 발견된 노두(N 35°15'25.6", E 129°13'31.1")의 단층은 주향 북동 8°, 경사 남동 72°의 자세로 미사암을 절단하고 있으며, 단층경면의 단층조선들은 미세한 역이동성 감각을 포함한 우수향 주향이동 감각을 지시한다.

#### 청강리 지점
부산광역시 기장군 기장읍 청강리, 연화터널 인근의 노두(N 35°13'12.47", E 129°12'48.16")의 단층은 주향 북동 45°, 경사 남동 70°으로 단층경면의 단층조선은 미세한 역이동 감각을 포함한 우수향 주향이동 감각을 지시한다. 단층에 인접한 퇴적암 지층 경상 누층군 이천리층은 단층의 영향으로 거의 수직에 가깝게 기울어 있다.

#### 송정동 지점
부산광역시 해운대구 송정동 송정터널 부근(해운대터널)에서 발견된 노두는 사암과 셰일 등의 퇴적암으로 구성되며 습곡, 단층과 변질대(alteration zone)가 관찰된다. 주향 북동 10~20°의 퇴적암은 서쪽으로 20~30°경사한다. 단층은 동-서 주향의 역단층이 우세하며 이는 남쪽으로 경사한다.

## 부산 남쪽 해역
김한준 등(2015)은 고분해능 지진파 반사법(high-resolution single-channel seismic reflection profiles)을 통해 부산 앞바다에서 북북동-남남서 주향의 단층 5개를 발견하고, 일광 단층이 해운대구 송정동에서 남남서로 연장되는 것을 확인하였다. 단층대가 발견된 곳은 부산 영도 남동방 약 8 km 해역으로 단층들은 플라이스토세 후기의 지층을 절단하고 플라이스토세-홀로세 경계에서 끝난다.
| 위치                                                         | 좌표 | 지질                        | 주향                       | 경사                       | 성향              | ESR 연대측정                                            | 비고                                                                               |
| ------------------------------------------------------------ | --- | --------------------------- | -------------------------- | -------------------------- | ----------------- | ------------------------------------------------------- | ---------------------------------------------------------------------------------- |
| 울산광역시 울주군 온양읍 운화리                              | 북위 35° 23′ 54.4″ 동경 129° 14′ 53.2″ / 북위 35.398444° 동경 129.248111°                                                                                   | 안산암질암                  | 북동 20°                   | 남동 70°                   | 정단층            |                                                         |                                                                                    |
| 울산광역시 울주군 서생면 발리                                | 북위 35° 23′ 29.69″ 동경 129° 17′ 45.96″ / 북위 35.3915806° 동경 129.2961000°                                                                               | 이암                        | 북동 45°                   | 남동 68°                   | 좌수향 주향이동   |                                                         |                                                                                    |
| 울산광역시 울주군 서생면 화정리                              | 북위 35° 23′ 15.37″ 동경 129° 18′ 42.58″ / 북위 35.3876028° 동경 129.3118278° 북위 35° 23′ 18.41″ 동경 129° 18′ 47.53″ / 북위 35.3884472° 동경 129.3132028° | 안산암질 응회암             | 북동 27°/북동 41° 북동 38° | 남동 65°/남동 61° 북서 68° | - 좌수향 주향이동 | -                                                       |                                                                                    |
| 울산광역시 울주군 서생면 화정리 (I)                          | 북위 35° 23′ 14.9″ 동경 129° 18′ 42.8″ / 북위 35.387472° 동경 129.311889°                                                                                   | 안산암과 유문암             | 북동 51°/북동 37°          | 북서 60°/북서 73°          | 역단층 우수향     | 630±70 ka (동측) 1160±200 ka (서측) 3000 ka 이상 (내부) | 고리원전에서 북으로 약 8 km                                                        |
| 울산광역시 울주군 서생면 화정리                              | 북위 35° 22′ 47.44″ 동경 129° 19′ 02.74″ / 북위 35.3798444° 동경 129.3174278° 북위 35° 22′ 48.47″ 동경 129° 19′ 03.24″ / 북위 35.3801306° 동경 129.3175667° | 안산암질 응회암             | 북동 35° 북동 21°          | 남동 65° 남동 86°          | 우수향 주향이동   |                                                         | 망상의 광맥 발달                                                                   |
| 울산광역시 울주군 서생면 화정리 (II)                         | 북위 35° 22′ 43.9″ 동경 129° 19′ 17.0″ / 북위 35.378861° 동경 129.321389°                                                                                   | 안산암질 응회암             | 북동 29°                   | 북서 89°                   |                   | 3000 ka 이상                                            |                                                                                    |
| 울산광역시 울주군 서생면 대송리                              | 북위 35° 21′ 55.4″ 동경 129° 21′ 11.5″ / 북위 35.365389° 동경 129.353194°                                                                                   |                             | 북북동/남-북               | 70~89°                     |                   | 포화됨                                                  |                                                                                    |
| 울산광역시 울주군 서생면 용리                                | 북위 35° 21′ 12.3″ 동경 129° 18′ 18.5″ / 북위 35.353417° 동경 129.305139°                                                                                   |                             | 북북동/북북서              | 75~88°                     |                   | 포화됨                                                  |                                                                                    |
| 부산광역시 기장군 장안읍 명례리                              | 북위 35° 22′ 27.4″ 동경 129° 15′ 45.1″ / 북위 35.374278° 동경 129.262528°                                                                                   | 경상 누층군 함각력안산반암  | 북서 14/18° 북동 3/4°      | 남동 62/75° 남동 27/60°    | 역단층성 주향이동 | 최저 1180±160 ka                                        | 고리원전에서 북서로 7 km                                                           |
| 부산광역시 기장군 정관읍 병산리                              | 북위 35° 21′ 03.72″ 동경 129° 11′ 34.06″ / 북위 35.3510333° 동경 129.1927944°                                                                               | 안산암질 응회암             | 북동 3°                    | 남동 25°                   |                   |                                                         |                                                                                    |
| 부산광역시 기장군 장안읍 반룡리                              | 북위 35° 20′ 28.07″ 동경 129° 15′ 35.10″ / 북위 35.3411306° 동경 129.2597500°                                                                               | 데사이트질 응회암           | 북동 1~3°/북서 9°          | 북서 69~74°/남서 75°       | 우수향 주향이동   |                                                         |                                                                                    |
| 부산광역시 기장군 장안읍 좌동리                              | 북위 35° 19′ 41.2″ 동경 129° 14′ 42.7″ / 북위 35.328111° 동경 129.245194°                                                                                   | 안산암질암                  | 북동 24°                   | 남동 72°                   | 우수향 주향이동   | 540±60 ka                                               | 고리원전에서 서로 5 km                                                             |
| 부산광역시 기장군 장안읍 월내리                              | 북위 35° 19′ 29.8″ 동경 129° 15′ 48.20″ / 북위 35.324944° 동경 129.2633889°                                                                                 | 데사이트질 응회암과 암맥    | 북동 16°/북동 11°          | 북서 35°/북서 46°          |                   |                                                         | 고리원전에서 서로 2.7 km                                                           |
| 부산광역시 기장군 장안읍 좌천리                              | 북위 35° 19′ 26.98″ 동경 129° 13′ 47.76″ / 북위 35.3241611° 동경 129.2299333°                                                                               | 경상 누층군 이천리층        | 북서 4°                    | 북동 82°                   |                   |                                                         | 프리미엄아울렛 주차장                                                              |
| 부산광역시 기장군 장안읍 좌천리 장안고등학교 북서 400 m 지점 | 북위 35° 19′ 15.9″ 동경 129° 14′ 0.9″ / 북위 35.321083° 동경 129.233583°                                                                                    | 경상 누층군 이천리층        | 북동 15°                   | 북서 38°                   | 역단층            |                                                         | 고리원전에서 서로 5 km 역단층의 경사이동운동을 최후기에 겪은 제4기 단층으로 판단됨 |
| 부산광역시 기장군 일광읍 삼성리                              | 북위 35° 15′ 25.6″ 동경 129° 13′ 31.1″ / 북위 35.257111° 동경 129.225306°                                                                                   | 경상 누층군 이천리층 미사암 | 북동 8°                    | 남동 72°                   | 우수향 주향이동   |                                                         | 부산기장경찰서 북쪽                                                                |
| 부산광역시 기장군 기장읍 청강리                              | 북위 35° 13′ 12.47″ 동경 129° 12′ 48.16″ / 북위 35.2201306° 동경 129.2133778°                                                                               | 경상 누층군 이천리층        | 북동 45°                   | 남동 70°                   | 우수향 주향이동   |                                                         | 지층 수직                                                                          |

## 같이 보기
- 한국의 단층
- 양산 단층
- 동래 단층
- 울산 단층
- 부산광역시의 지질
- 한국의 지질
- 단층
- 고리원자력발전소